# Фототерапия

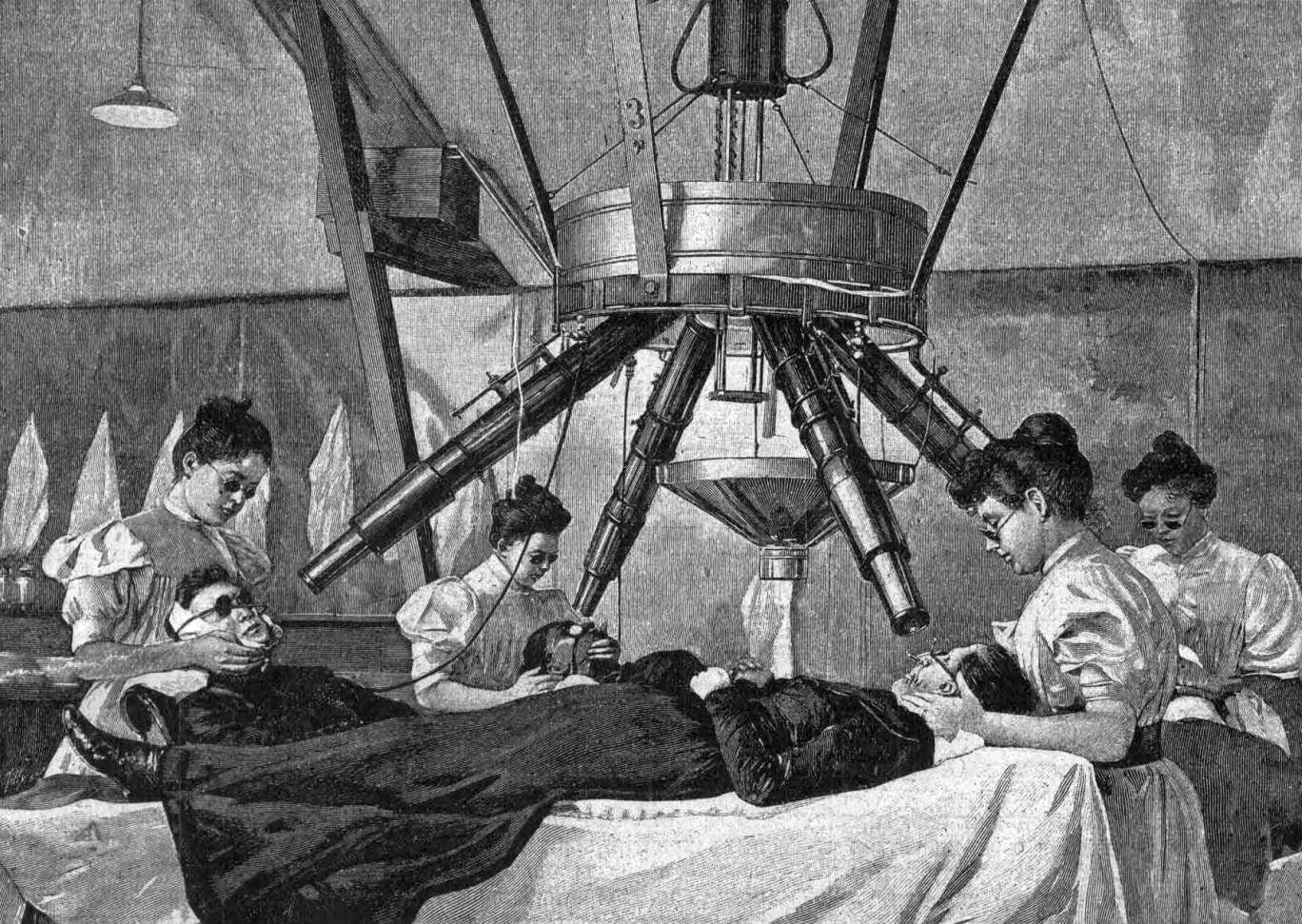
Лечение электрическим светом в институте проф. Финзена в Копенгагене. 1901 год

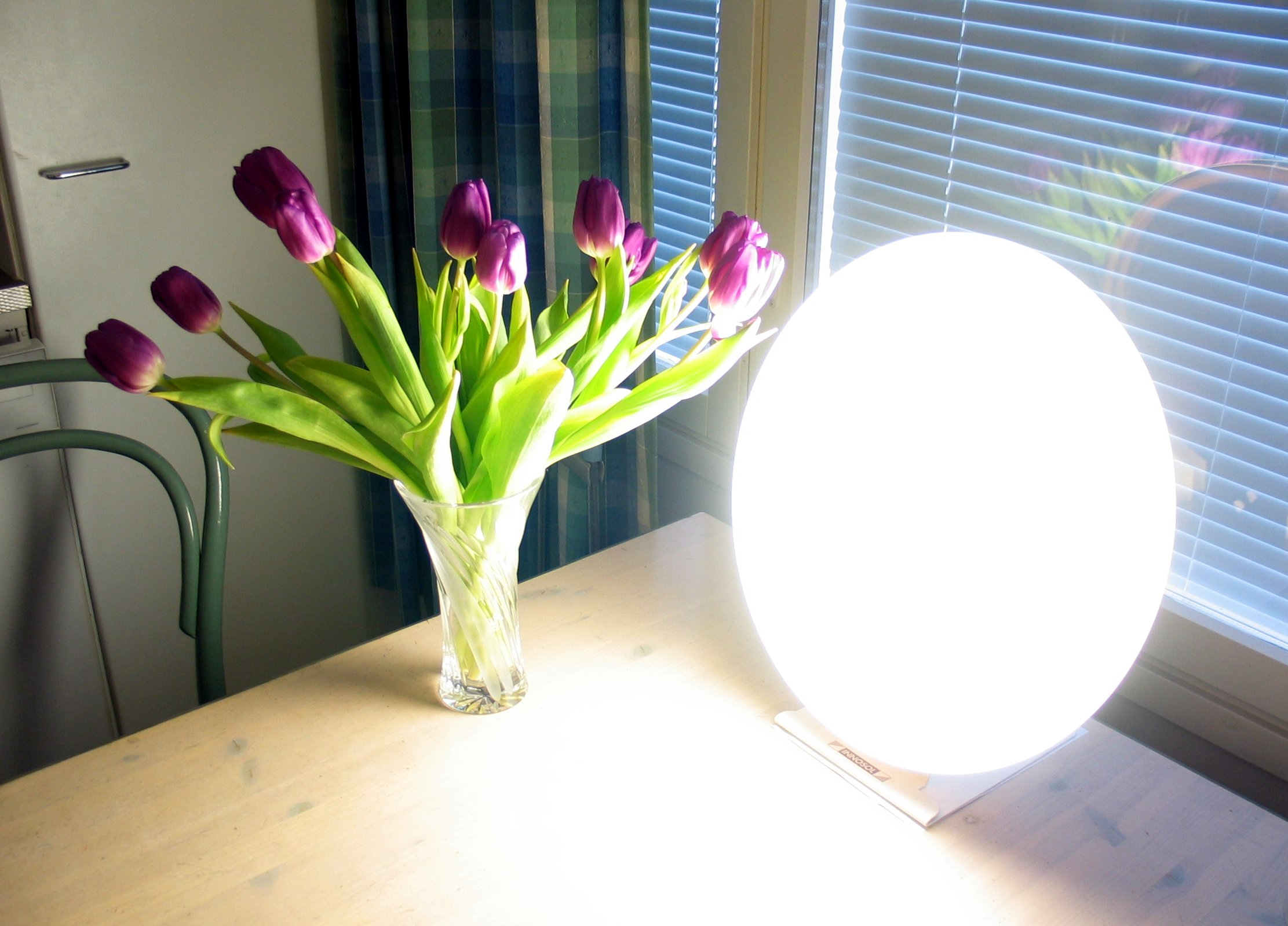
Лечение ярким светом — один из основных методов лечения сезонной депрессии

Фототерапи́я (светолече́ние, светотерапи́я) — вид лечения, состоящий в том, что пациент подвергается воздействию солнечного света или яркого света от искусственных источников с определёнными длинами волн, таких как лазеры, светоизлучающие диоды, флуоресцентные лампы, дихроические лампы, или же очень яркого света, имеющего полный спектр дневного света, в течение определённого предписанного врачом времени, а иногда также и в строго определённое время суток.
Фототерапия обладает доказанной клинической эффективностью в лечении обыкновенных угрей, сезонных аффективных расстройств и является частью стандартного лечения при «синдроме позднего засыпания». Недавно было показано, что светолечение действенно также в лечении несезонных депрессий. Кроме того, светолечение оказывает определённый положительный эффект при псориазе, экземе, нейродермите.

## Показания к назначению фототерапии

### Кожные заболевания

#### Обыкновенные угри
- Лечение синим/красным светом

О способности солнечного излучения улучшать течение обыкновенных угрей было известно давно. В то время предполагалось, что солнечное излучение помогает при угревой сыпи вследствие антибактериального и других эффектов солнечного ультрафиолета. Однако искусственный ультрафиолет не давал такого же хорошего лечебного эффекта при обыкновенных угрях, как естественное солнечное излучение. Кроме того, длительное применение ультрафиолета (естественного или искусственного) для лечения обыкновенных угрей оказалось затруднительным вследствие повреждающего действия ультрафиолета на кожу, ускорения её старения и иссушивания, повышения риска заболевания раком кожи.
Оба этих фактора (различия в эффективности естественного и искусственного ультрафиолетового излучения при лечении угрей и затруднительность длительного применения УФ при лечении кожных заболеваний) привели исследователей к заключению, что в механизме «противоугревого» действия солнечного излучения, по-видимому, играет роль не только ультрафиолет, но и какая-то часть видимого спектра. Впоследствии было обнаружено, что некоторая часть видимого фиолетового излучения, присутствующая в спектре излучения Солнца, а именно излучение в диапазоне длин волн 405—420 нм, активирует порфирин (копропорфирин III) у бактерии Propionibacterium acne, являющейся одним из основных патогенов при обыкновенных угрях. Активация копропорфирина III приводит к образованию в бактериальной клетке свободного кислорода, что приводит к повреждению и в конце концов гибели бактерии. Доставка 320 Дж/см² излучения, находящегося в этом диапазоне длин волн, надёжно убивает данную бактерию. Эти длины волн несколько больше, чем длины волн ультрафиолетового излучения, энергия кванта излучения соответственно ниже, и облучение таким светом не вызывает загара или ультрафиолетовых ожогов, не ускоряет старение кожи, не приводит к её повреждению и, соответственно, не повышает риск развития рака кожи.
Было показано, что применение яркого сине-фиолетового облучения кожи в течение 3 дней подряд уменьшает обсеменение пор сальных желёз бактерией Propionibacterium acne на 99,9 %. Поскольку в коже здорового человека содержится очень мало естественных порфиринов, данный вид лечения считается безопасным, за исключением больных с порфирией. Однако больным, получающим такой вид лечения, необходима защита глаз, поскольку сетчатка глаза содержит порфирины, чувствительные к этим длинам волн. Излучение, которым лечат пациентов с угревой сыпью, может создаваться флуоресцентными лампами, яркими светодиодами либо дихроическими лампами.
Лечение сине-фиолетовым облучением часто дополняется облучением красным светом, который способствует активации накопления АТФ в клетках кожи человека (фотобиомодуляционный эффект) и, по-видимому, повышает частоту положительных ответов на фототерапию угревой сыпи.
В среднем у 80 % пациентов при систематическом применении комбинации сине-фиолетового и красного облучения в течение трёх месяцев уменьшение количества и частоты угревых высыпаний достигает 76 %. Согласно данным большинства исследований, облучение комбинированным сине-фиолетовым и красным светом даёт больший процент положительных результатов лечения, чем местное применение бензоил-пероксида, и к тому же намного лучше переносится кожей. Однако приблизительно у 10 % пациентов, подвергавшихся такому облучению, не наблюдается никакого улучшения состояния кожи.
Лампы для лечения угревой сыпи, предназначенные для домашнего применения, обычно также дают хорошие результаты лечения, эффективны у пациентов с длительно существующей угревой сыпью, нуждающихся в длительном лечении, и с большой вероятностью обойдутся дешевле, чем регулярные визиты к дерматологу с целью получения сеансов фототерапии в кабинете. Ещё одним преимуществом является возможность проводить в домашних условиях сеансы фототерапии ежедневно или через день в течение длительного времени (несколько лет), в то время как у дерматолога при длительном лечении (особенно у работающих или учащихся больных, имеющих мало свободного времени для ежедневных визитов) обычно используется режим облучения 1—2 раза в неделю. С другой стороны, профессиональная лампа для фототерапии, используемая в дерматологическом кабинете, с большой вероятностью будет иметь большую интенсивность излучения, чем домашняя лампа, что, возможно, уравновешивает негативное влияние слишком редкого её применения. По состоянию на 2007 год, даже несмотря на то, что большинство ламп для лечения угревой сыпи, по-видимому, чрезмерно дороги, стоимость владения и использования такой лампы приблизительно сопоставима со стоимостью бензоил-пероксида, лечебных и увлажняющих кремов, специальных моющих средств и лицевых масок за ожидаемый срок жизни лампы.

##### Фотодинамическая терапия
Хотя фототерапия в кабинете дерматолога обычно обходится значительно дороже и не обязательно более эффективна, чем самостоятельное домашнее применение ламп комбинированного синего и красного света, существует ещё один вид фототерапии, применяемый только специалистами-дерматологами. Он заключается в предварительном нанесении на кожу раствора аминолевулиновой кислоты, которая резко увеличивает продукцию порфиринов бактериями Propionibacterium acne. Это резко повышает вероятность положительного клинического ответа на фототерапию. Такой метод лечения получил название фотодинамической терапии. Осложнениями такого лечения являются временное покраснение, шелушение кожи и отёк лица. Однако фотодинамическая терапия способна давать очень хорошие, длительные и стойкие (порой до года) ремиссии угревой сыпи после всего лишь нескольких сеансов.
Вместе с тем ряд специалистов высказывает скептические оценки эффективности фототерапии обыкновенных угрей видимым светом и указывают на отсутствие достаточного количества клинических данных об их эффективности. Особенно это касается более новых и пока остающихся во многом экспериментальными методов фотодинамической терапии.

#### Псориаз, нейродермит и экзема
Этиология и патогенез псориаза заключаются в аутоиммунной агрессии собственных лимфоцитов организма больного против клеток его же кожи, что приводит к развитию местного воспаления кожи. Экзема и нейродермит являются аллергическими заболеваниями, также связанными с нарушениями местного иммунитета. Как показали исследования, ультрафиолетовое облучение кожи подавляет местный кожный иммунитет и уменьшает воспалительные явления в коже, оказывает противовоспалительное действие.
Фототерапия при этих состояниях использует мягкие УФ А (диапазон длин волн 315—400 нм) и/или жёсткие УФ Б (диапазон длин волн 280—315 нм) излучение. Ультрафиолетовые лучи из диапазона УФ А, комбинируемые с пероральным приёмом специальных фотосенсибилизирующих лекарств, известны как ПУВА-терапия. Терапия УФ Б узкого спектра (использующая более мягкую часть УФ Б спектра с большей длиной волны и меньшей энергией кванта) использует излучение с длиной волны около 310 нм и в настоящее время применяется чаще, чем терапия УФ Б лучами полного спектра, поскольку считается более безопасной для кожи.
С этим методом лечения псориаза, экземы и нейродермита сопряжены те же проблемы, риски и осложнения, что и с любым другим применением УФ-облучения кожи, в частности необходимость защищать глаза от воздействия ультрафиолета, риск ультрафиолетовых ожогов и шелушения или отслойки верхних слоёв кожи при передозировке облучения, ускорение старения кожи, её иссушивание, повышение вероятности развития злокачественных опухолей кожи (в частности, меланомы) с годами, при накоплении определённой дозы излучения.

### Загар
Загар используется в эстетических и косметических целях. Загар кожи вызывается эффектами обоих субспектров ультрафиолетового излучения — УФ А и УФ Б, однако УФ А является несколько более безопасным для кожи. Избыточное ультрафиолетовое облучение кожи в дозах, практикуемых в соляриях и салонах красоты или косметологических клиниках, способно постепенно, с годами, привести к ускорению старения кожи, её истончению и иссушиванию, раннему появлению морщин, а также может повысить вероятность возникновения злокачественных опухолей кожи, в частности меланомы. К такому же эффекту способно привести неумеренное увлечение солнечными ваннами и загаром на пляжах, особенно на южных курортах и в часы максимального УФ излучения (днём с 11 до 17 часов), пренебрежение мерами безопасности при загаре, неиспользование или неправильное использование солнцезащитных кремов.

### Ускорение заживления ран, трофических язв и лечение нейропатий
Монохроматическое инфракрасное излучение с длиной волны около 890 нм показало определённую эффективность в небольших, ограниченных по масштабу клинических исследованиях у пациентов с периферическими нейропатиями и невралгиями. При этом у пациентов улучшалась или частично восстанавливалась чувствительность в зоне иннервации поражённого нерва или корешка и/или уменьшался болевой синдром. Определённый положительный эффект был получен также у пациентов с длительно не заживающими трофическими язвами и ранами, а также эндартериитом или варикозом вен: улучшался регионарный кровоток, особенно микроциркуляция, и ускорялось заживление ран и трофических язв. Предполагается, что инфракрасное излучение способствует повышению выброса оксида азота в кровь из стенок сосудов, что приводит к местному расширению сосудов, улучшению микроциркуляции и вообще регионарного кровотока, а также снижению вероятности тромботических осложнений.
Больные сахарным диабетом, которые составляют значительный процент среди больных с периферическими нейропатиями и невралгиями, трофическими язвами, предположительно имеют проблемы с сосудами отчасти вследствие низкого уровня эндогенного оксида азота и замедленного его высвобождения в кровоток, а также низкой физической активности и сидячего образа жизни. В таком случае лечение, которое усиливает образование и высвобождение эндогенного оксида азота в кровоток, следует считать патогенетическим.

### Аффективные расстройства и расстройства сна

#### Сезонное аффективное расстройство (сезонная депрессия)
Фототерапия находится в первой линии терапии для сезонного аффективного расстройства, чаще всего пациентам назначают сеансы яркого света от получаса до часа с освещённостью от 2500 до 10000 люкс.
Хотя пребывание на ярком солнечном свету в течение не менее 2 часов в день, предпочтительно двумя порциями — в ранние утренние и в дневные или ранневечерние часы (то есть облучение полным спектром солнечного излучения) по-прежнему остаётся наиболее предпочтительным, дешёвым и эффективным методом лечения сезонного аффективного расстройства, тем не менее множество исследований показывают, что мощный искусственный источник света также может быть весьма эффективен в лечении этого типа аффективных расстройств.
Важным преимуществом использования мощных искусственных источников света для лечения САР является то, что при этом требуется значительно меньшее время одного сеанса: при 2 500 люкс для получения терапевтического эффекта требуется 2 часа облучения (точная эмуляция эффекта солнечного облучения), при 5 000 люкс — 1 час, при 10 000 люкс — 30 мин. В некоторых редких случаях надо проводить более длительную светотерапию. Это весьма удобно как для занятых (работающих или учащихся) больных, так и для врачей и персонала клиник, занимающихся лечением расстройств аффективной сферы. Как показали исследования, дальнейшее увеличение интенсивности излучения сверх 10 000 люкс не приводит ни к дальнейшему увеличению терапевтического эффекта, ни к дальнейшему сокращению необходимого времени облучения, но лишь усиливает или вызывает неприятные и даже болезненные ощущения в глазах. Поэтому основным, наиболее часто применяемым режимом облучения при САР в настоящее время является режим 10 000 люкс в течение 30 мин дважды в день — рано утром и рано вечером. Лишь при высокой чувствительности глаз, жалобах на их раздражение и наличии свободного времени у пациента применяются более щадящие режимы — 5 000 люкс в течение 1 часа дважды в день или 2 500 люкс в течение 2 часов дважды в день.
Ещё одним преимуществом использования для лечения САР мощных искусственных источников света перед использованием естественного солнечного излучения является то, что при этом больной не подвергается опасному воздействию ультрафиолетовых лучей, которые способствуют старению и иссушиванию кожи, повреждению глаз и повышению вероятности развития рака кожи.
Ранее устройства для фототерапии САР производились только в виде специальных световых кабинок, доступных по цене только клиникам, занимающимся лечением аффективных расстройств, и занимавших достаточно много места. В настоящее время многими производителями предлагаются компактные лампы для самостоятельного домашнего применения при лечении сезонных депрессий, которые имеют доказанную эффективность в терапии САР, сравнимую с эффективностью фототерапии в световых кабинках в клиниках, хотя и не прошли пока одобрения FDA. Эти лампы обычно также имеют несколько режимов облучения, и способны при их использовании на определённом расстоянии от глаз доставлять 10 000, 5 000 или 2 500 люкс искусственного полноспектрового излучения под углом на сетчатку глаза пациента, и при этом также не дают опасного для глаз и кожи ультрафиолетового излучения.

#### Несезонная депрессия
Ранее полагали, что фототерапия эффективна и показана только у пациентов с сезонной депрессией. Только в последнее время были проведены методологически корректные клинические исследования эффективности фототерапии у больных с депрессиями, в рамках которых были специально исключены из числа участников исследования больные с любой степенью сезонности депрессий. При этом было убедительно показано, что фототерапия эффективна и у больных с несезонными депрессиями и биполярным расстройством.
До появления этих исследований у специалистов имелись опасения, что любой депрессивный пациент, которому полностью или частично помогает или помогала фототерапия, в действительности получал облегчение или устранение только сезонного компонента депрессии, но не эндогенного и других компонентов. Однако сегодня фототерапия является признанным и обладающим доказанной эффективностью методом лечения любых видов депрессий, независимо от наличия или отсутствия сезонного компонента.
Одним из важных преимуществ фототерапии перед психофармакотерапией (лекарственным лечением, в частности антидепрессантами, атипичными нейролептиками и нормотимиками) является то, что антидепрессивный эффект фототерапии часто наступает быстрее, чем эффект лекарств. Антидепрессанты и атипичные нейролептики обычно требуют 1—3 недель для начала действия и до 4—8 недель для полного развёртывания эффекта. Нормотимические препараты обычно работают ещё медленнее: 4—8 недель для начала действия и до 12 недель для полного развёртывания их собственного антидепрессивного эффекта. Комбинация фототерапии с лекарственным лечением оказалась значительно эффективнее и быстрее, чем любой из видов лечения по отдельности (то есть только фототерапия или только лекарства).

### Синдром позднего засыпания
При лечении позднего засыпания критически важна не только интенсивность светового излучения и длительность сеанса, но и соблюдение точного времени сеанса, с целью ресинхронизации биологических часов на правильное время засыпания и пробуждения. Чтобы достичь требуемого эффекта (ресинхронизации биологических часов), сеанс фототерапии должен быть проведён как можно раньше после спонтанного или вынужденного пробуждения больного. Необходимость этого легко понять, если посмотреть на кривую зависимости светочувствительности человеческого организма от времени суток и смены фаз сна и бодрствования (Phase response curve). Некоторым людям ещё лучше помогает свет, который постепенно включается и нарастает по мощности незадолго до планируемого пробуждения (или до обычного времени спонтанного пробуждения), то есть такой сеанс фототерапии, который эмулирует естественный восход солнца, служивший сигналом к пробуждению эволюционным предкам человека, а также современному человеку до перехода к городскому образу жизни.

### Желтуха новорождённых
Облучение мощным источником сине-фиолетового излучения приводит к изомеризации билирубина в коже новорождённого и тем самым облегчает биотрансформацию билирубина в соединения, которые новорождённый в состоянии вывести с мочой и калом. При этом снижается уровень билирубина в крови и предотвращается его накопление в богатых липидами тканях мозга и почек, которое может привести к развитию ядерной желтухи (повреждения ЦНС билирубином) или почечной недостаточности.
В России наиболее распространённым прибором для облучения является Устройство фототерапии ОФТН-420/470-01.

### Сдвиг часовых поясов
Фототерапия ярким видимым светом является признанным методом лечения проблем, связанных с резкой сменой часовых поясов или рассинхронизацией биологических часов. Облучение ярким видимым светом до, во время и после воздушного перелёта способно уменьшить неприятные симптомы, связанные с резкой сменой часовых поясов и ускорить перекалибровку биологических часов организма, синхронизацию циркадианных ритмов. Американское аэрокосмическое агентство (НАСА) с 1991 года использует фототерапию определёнными дозами яркого видимого света в определённые часы для подготовки лётчиков, космонавтов и обслуживающего персонала к ночным рейсам и дежурствам.

## Гелиотерапия
Гелиотерапи́я (от греческого helios — солнце; therapia — медицинские заботы, лечение) — метод лечения и профилактики заболеваний, основанный на использовании солнечного излучения (инфракрасного, видимого и ультрафиолетового спектров). Относится к климатотерапии и применяется как в естественных условиях (например, на курортах), так и с использованием искусственных источников света.

### Гелиотерапия как вид фототерапии
Гелиотерапия является подвидом фототерапии, которая включает также искусственные источники света, такие как УФ-лампы и лазеры. Солнечные лучи повышают сопротивляемость организма различным инфекционным и простудным заболеваниям, активизирует обменные процессы, благотворно действует на общее состояние, сон и аппетит.
Солнечные ванны применялись ещё в Древнем Египте, Риме и Греции. Гиппократ упоминал целительную силу солнца, а в термах Рима устраивали специальные площадки для приёма солнечных ванн («solarium»). В середине XIX века Арнольд Рикли, получивший прозвище «солнечный доктор», стал одним из пионеров в изучении влияния света на организм человека. В 1855 году он организовал в Альпах недалеко от живописного озера Блед специализированную лечебницу и Институт естественного лечения.
Основной действующий фактор гелиотерапии — оптическое излучение Солнца в диапазоне длин волн 280 — 3000 нм, включающее в себя инфракрасный, видимый и ультрафиолетовый диапазон.
Самым изученным и значимым в гелиотерапии является ультрафиолетовый диапазон солнечного излучения, они представлены тремя типами УФ-волн: UVC (сверхкороткие, 190—280 нм), UVB (средневолновые, 280—320 нм) и UVA (320—400 нм). Первые практически не доходят до поверхности Земли благодаря озоновому слою атмосферы, поэтому воздействие на человека УФ излучения подразумевает UVB и UVA типы.
В индустрии искусственного загара, соляриях, салонах красоты и СПА термин «гелиотерапия» стал популярным обозначением вида терапии, заключающегося в облучении ультрафиолетом, обычно комбинированным УФ А и УФ Б. Это понятие может включать в себя облучение естественным солнечным излучением, но чаще при этом подразумевается использование специальных ламп для загара, ванн для загара или ванн, комбинирующих ультрафиолетовое и инфракрасное облучение тела.
В понятие гелиотерапии входит, в частности, лечение ультрафиолетом при псориазе, экземе, нейродермите, дефиците витамина D, депрессиях, сезонном аффективном расстройстве. Как и при любом УФ-облучении, в таком лечении имеются определённые риски, в частности риск ускорения старения и иссушивания кожи, повышение вероятности развития рака кожи, но обычно положительный эффект перевешивает эти риски.
Нередко УФ-облучение больные получают в клинике или дерматологическом кабинете. Однако на Западе всё более частым явлением становится ситуация, когда дерматологи рекомендуют пациентам со сравнительно небольшими или умеренно выраженными кожными проявлениями болезни регулярные визиты в солярий, салон красоты или СПА для получения УФ-облучения. Это имеет то преимущество, что УФ-ванны и лампы, используемые в соляриях и салонах красоты, имеют меньшую мощность УФ-излучения, чем медицинские устройства, и обладают меньшим повреждающим действием на кожу. Кроме того, в странах Запада получать УФ-облучение в салоне красоты, солярии или СПА обычно стоит дешевле и для пациента удобнее, чем регулярные визиты в дерматологическую клинику или офис частнопрактикующего врача, заказ очереди и пр. В очень редких случаях особенно серьёзных кожных проблем пациенту может быть рекомендовано приобретение домашней лампы или ванны для УФ-облучения и загара. В некоторых странах Запада приобретение подобных устройств покрывается медицинской страховкой.
Несмотря на отдельные бездоказательные заявления о корреляции между облучением светом с определёнными длинами волн (УФ) и выработкой в коже эндорфинов, предварительные научные исследования не обнаружили статистически значимых изменений уровня эндорфинов в крови при облучении УФ-волнами класса UVA («A» лучи).

## ПУВА (PUVA) или фотохимиотерапия
Фототерапия ультрафиолетовым излучением, применяемого при тяжелых кожных заболеваниях. ПУВА сочетает применение длинноволнового ультрафиолета (315—400 нм с пиком эмиссии 365 нм) и фотосенсибилизаторов (псораленов). В качестве фотосенсибилизаторов обычно используются метоксален, бергаптен или триоксален. Впервые исследования, подтвердившие эффективность ПУВА-терапии, были проведены в 1974 году Джоном Пэришем, когда он опубликовал отчет об успешном применении УФ облучения и псоралена при лечении псориаза. В России ПУВА-терапия успешно применяется с 1978 года. Может использоваться для лечения псориаза, атопического дерматита, витилиго, Т-клеточной лимфомы кожи, ихтиозе.

## Узкополосная UVB терапия (УФБ-311)
Узкополосное средневолновое ультрафиолетовое излучение с пиком эмиссии на длине волны 311 нм — одно из самых эффективных методов фототерапии. Механизм его терапевтического действия до сих пор остается недостаточно изученным. УФБ-311 применяется при таких заболеваниях, как атопический дерматит, псориаз, витилиго, грибовидный микоз и другие. Основной эффект УФБ-311 объясняется его влиянием на иммунные клетки кожи.

## Селективная фототерапия (СФТ)
Селективная фототерапия — это комбинация средневолнового УФ облучения UVB на длине волн 295—350 нм (УФБ) с длинноволновым УФ облучением UVA (УФА). СФТ отличается высокой эффективностью и практическим отсутствием противопоказаний и серьезных побочных эффектов.

## УФА-1 фототерапия
Ультрафиолетовая терапия дальнего длинноволнового диапазона с длинами волн 340—400 нм. УФА-1 терапия имеет преимущества перед другими методами фототерапии. В отличие от средневолнового диапазона УФ-света лучи с длиной волны 340—400 нм способны глубже проникать в кожу и таким образом воздействовать на компоненты дермы. В отличие от ПУВА-терапии УФА-1 не использует фотосенсибилизаторы и реже вызывает побочные эффекты. Эффективна у пациентов с рефрактерной очаговой аллопецией, а также атопическим дерматитом.

## Безопасность
Ультрафиолетовое облучение вызывает кумулятивное (накапливающееся с течением времени и увеличением суммарной дозы облучения) повреждение кожи у человека. Это связано с повреждением ДНК хромосом клеток кожи, деструкцией коллагена, снижением местного кожного иммунитета, разрушением витамина A и витамина C в коже, повышенным образованием свободных радикалов в клетках кожи.
Видимый синий и фиолетовый свет способен вызывать повреждения ДНК, однако его канцерогенность, в отличие от канцерогенности ультрафиолетового излучения, до сих пор не была доказана. Предполагается, что специализированные внутриклеточные ферменты типа эндо- и экзонуклеаз способны достаточно хорошо восстанавливать повреждения ДНК в клетках, вызываемые сине-фиолетовым излучением. Однако канцерогенез (образование злокачественных клеток) удавалось вызвать при облучении видимым сине-фиолетовым светом, если при этом специально искусственно отключали естественные механизмы репарации повреждений ДНК в клетках. Некоторые исследователи также полагают, что ограничение количества попадающего на сетчатку за жизнь сине-фиолетового света и яркого света вообще способно замедлить прогрессирование возрастной макулярной дегенерации сетчатки.
Современные лампы для фототерапии депрессий, сезонного аффективного расстройства и синдрома позднего засыпания не излучают ультрафиолет и считаются безопасными и эффективными для лечения данных заболеваний при условии, что пациент не принимает одновременно каких-либо фотосенсибилизирующих или дерматотоксичных лекарств и не страдает какими-либо заболеваниями глаз. Фототерапия является антидепрессивным лечением и так же, как и в случае лекарственного лечения, ЭСТ или депривации сна, способна спровоцировать переключение знака фазы из депрессии в манию или гипоманию либо развитие смешанного состояния, быстрого цикла или вызвать тревогу, бессонницу, возбуждение, усиление или появление агрессивности или раздражительности. И хотя эти побочные эффекты обычно выражены меньше, чем при лекарственной терапии, и легче поддаются контролю и купированию, тем не менее пациентам рекомендуется проходить фототерапию под наблюдением опытного психиатра, предпочтительно имеющего специализацию в области терапии аффективных расстройств (то есть психиатра-аффектолога), а не пытаться заниматься самолечением.

## Побочные эффекты фототерапии
Основными побочными эффектами при проведении фототерапии являются зуд кожи и эритема, как правило исчезающие при снижении дозы или отмены курса. Чаще всего после облучения на коже пациента остается загар, исчезающий через несколько месяцев после курса. Длительная фототерапия в отдаленной перспективе может стать причиной лентиго, кератоза и преждевременному старению кожи.
Побочные эффекты фототерапии при синдроме позднего засыпания, сезонных и несезонных депрессиях включают в себя повышенную возбудимость, нервозность, тревогу, раздражительность, головные боли, боль или раздражение в глазах (слезотечение), тошноту, провокацию мании или гипомании. Описаны единичные случаи провокации эпилептиформных припадков при фототерапии, однако это случается значительно реже, чем при терапии антидепрессантами (особенно трициклическими) или депривации сна. Некоторые соматические жалобы, не связанные с депрессией (такие, как плохое зрение, кожный зуд или раздражение кожи), могут, напротив, уменьшиться при фототерапии, согласно данным М. Термана, полученным в 1999 году.
При сочетании фототерапии с применением психотропных препаратов нужно учитывать возможность фотосенсибилизирующего эффекта трициклических антидепрессантов, препаратов зверобоя и фенотиазиновых нейролептиков (например, хлорпромазина), поэтому при таком сочетании пациентов следует предупреждать о необходимости соблюдать меры предосторожности.

## Противопоказания
Существует очень мало абсолютных противопоказаний к фототерапии. Однако есть состояния и клинические ситуации, при которых требуется особая осторожность и особое внимание к возможным побочным эффектам, тщательное взвешивание соотношения пользы и риска фототерапии и других методов лечения. Эти ситуации включают в себя следующие случаи (но не ограничиваются ими):
1. Абсолютным противопоказанием для облучения тела ультрафиолетом является заболевание туберкулёзом. Специфическая активация обменных процессов в организме приводит в этом случае к резкому обострению заболевания. Вместе с тем отмечается положительный эффект от облучения жёстким ультрафиолетом крови пациентов.
2. У пациента имеется заболевание глаз, которое может сделать его глаза более чувствительными к фототоксичности яркого света.
3. У пациента имеется история спонтанно возникавших маний или гипоманий, смешанных состояний или быстрого цикла либо тенденция к развитию подобных состояний при лечении.
4. У пациента имеется кожное заболевание, при котором повышена светочувствительность кожи.
5. Пациент принимает дерматотоксичное лекарство (такое, как ламотриджин) либо такой препарат (например, галоперидол) или травяной экстракт (например, экстракт зверобоя), которые потенциально способны вызывать фотосенсибилизацию кожи[38].
6. Больные с порфирией не должны подвергаться фототерапии (во всяком случае, большинству её форм).
7. Больные тиреотоксикозом, а также больные, получающие некоторые лекарства, такие как метотрексат или хлорохин, должны соблюдать особую осторожность при фототерапии, поскольку существует некоторая вероятность, что тиреотоксикоз или принимаемое лекарство могут вызвать лекарственную или эндокринно обусловленную (тиреотоксическую) порфирию.